# Réseau national de télécommunications pour la technologie, l'enseignement et la recherche
RENATER
Le Réseau national de télécommunications pour la technologie, l'enseignement et la recherche (RENATER) est, en France, le réseau de télécommunications reliant les différents établissements d'enseignement supérieur et de recherche publique (universités, centres de recherche,...) entre eux en métropole et dans les départements d'outre-mer. Il a été créé en 1993.

## Histoire
RENATER est à la fois l'aboutissement et la reprise de réseaux antérieurs progressivement développés dans les instituts de recherche français depuis les années 1970, comme Cyclades à l'INRIA en 1971. Sa diffusion dans les établissements de recherche et d'enseignement supérieur en France est plutôt précoce et antérieure à l'émergence d'Internet auprès du grand public.

## Gouvernance
RENATER est un groupement d'intérêt public (GIP) dont la création est approuvée par un arrêté du 27 janvier 1993.
Le GIP est constitué en 1993 entre l'État représenté par le ministère chargé de l'Éducation nationale, le Commissariat à l'énergie atomique (CEA), le Centre national d'études spatiales (CNES), le Centre national de la recherche scientifique (CNRS), Électricité de France (EDF) et l'Institut national de recherche en informatique et en automatique (INRIA).
EDF quitte le GIP en 1999.
La liste des membres évolue avec l'intégration de nouveaux établissements comme l'Institut national de la recherche agronomique (INRA) et le Centre de coopération internationale en recherche agronomique pour le développement (CIRAD) en 2000.
Depuis 2015, les membres du GIP sont le CNRS, la CPU, le CEA, l'INRIA, le CNES, l'INRAE (à la suite de la fusion de l'INRA et de l'IRSTEA), l'INSERM, l'ONERA, le CIRAD, l'IRD, le BRGM, ainsi que l'État représenté par le ou les ministères chargés de l'Éducation nationale et de l'Enseignement supérieur et de la Recherche.
Son siège social est initialement établi à l'Université Pierre-et-Marie-Curie, 4 place Jussieu, sur le campus de Jussieu, dans le 5e arrondissement de Paris. Il est déplacé en 1999 à l'École nationale supérieure d'arts et métiers (ENSAM), 151 boulevard de l'Hôpital, dans le 13e arrondissement, puis en 2015 au 23-25 rue Daviel, dans le même arrondissement.
RENATER gère aussi un point d'échange de trafic, le SFINX, et dispose de liaisons projets de recherche avec le CERN et le centre CEA de Cadarache.

## Évolutions du réseau technique
RENATER est initié à partir de réseaux existants ou en voie de construction.
RENATER connecte plus de 1 300 sites via des liaisons jusqu'à 10 Gbit/s (voire 100 Gbit/s entre deux centres de calcul) en IPv4 et IPv6 natifs.
RENATER est connecté au réseau pan-européen GÉANT (2001-2004) puis GÉANT2. Il est également relié à Internet, en France via un point d'échange, le SFINX, et dans le monde via deux liaisons IP Transit de Paris et de Marseille.

### RENATER-2
Cette évolution implémente un réseau IPv6 pilote utilisant la plage d'adresses 2001:0660::/32.

### RENATER-4
Son déploiement a été achevé en novembre 2005. Il marque le début de la gestion en propre de fibres optiques noires (FON) à petite échelle. Leur usage est réservé pour le transport de trafic associé à des projets de recherche spécifiques : GRID-5000, DEISA (en), LHC.
Les fibres noires déployées sont entre :
- Rennes - Caen - Rouen - Paris ;
- Paris - Lille ;
- Strasbourg - Nancy - Paris ;
- Paris - Lyon ;
- Lyon - CERN ;
- Lyon - Grenoble ;
- Lyon - Montpellier - Toulouse ;
- Lyon - Marseille - Nice.

### RENATER-5

Ancien logo de RENATER.

L'année 2008 aura été marquée par le déploiement du réseau RENATER-5 (mené globalement sur le deuxième semestre 2008). Cette évolution se caractérise par une généralisation de l'infrastructure de fibres noires.
- Généralisation de l'exploitation fibres optiques noires (FON) et déploiement d'équipements WDM
- Passage de 3 000 km de FON sur RENATER-4 à près de 8 000 km sur RENATER-5
- Activation de longueurs d'onde dédiées aux projets de recherche (LHC, GRID 5000…)
- Capacité de maximum 40 × 10 Gbit/s sur la majeure partie du réseau
- Doublement de l'axe Paris-Lyon et des nœuds RENATER associés
- Équipements dotés d'interfaces de raccordement permettant d'adapter les débits en fonction des besoins
- Renforcement de l'interconnexion avec le CERN et ITER

Pour fêter les vingt ans de sa création, le logo de RENATER change.

### RENATER-6
Depuis 2015, une nouvelle phase de l’architecture métropolitaine du réseau RENATER est en cours de déploiement.
Cette nouvelle génération apporte plus de capacité nx100 Gbit/s entre les nœuds RENATER, de flexibilité et de résilience, afin de fournir de futurs besoins (augmentations de capacité et nouveaux services), grâce à la mise en place de nouveaux équipements optiques et de routage dans le but de répondre aux exigences de la communauté de l'enseignement supérieur et de la recherche.
Depuis 2015, RENATER mutualise son infrastructure et opère pour le compte de la DINUM (direction interministérielle du numérique) plusieurs circuits optiques. RENATER devient ainsi l'opérateur du réseau interministériel de l'État (RIE),.

## Services RENATER
RENATER propose également un portefeuille de services autour de la connectivité, l'identité, la sécurité, la communication, la collaboration et la mobilité, garantissant la confidentialité et la sécurité des données.
Renater opère le projet Gestionnaire d'accès aux ressources.